# Meleterus nuperus
Meleterus nuperus är en tvåvingeart som beskrevs av Henry J. Reinhard 1956. Meleterus nuperus ingår i släktet Meleterus och familjen parasitflugor. Inga underarter finns listade i Catalogue of Life.